# Schweizer Cup (Fussball, Männer) 2022/23
Der 98. Schweizer Cup wurde in den Jahren 2022 und 2023 ausgetragen.

## Modus
Es werden sechs Runden (1/32-, 1/16-, 1/8-, 1/4- und 1/2-Final, Final) gespielt.
Zehn Vereine aus der Super League und neun Mannschaften der Challenge League sind direkt für den Schweizer Cup qualifiziert. Zudem qualifizierten sich in Vorqualifikationen und Regionalausscheidungen 44 Vereine aus der Promotion League, der 1. Liga, der 2. Liga interregional und aus Amateurligen. Der letzte Platz ging an den Suva-Fairplay-Trophy-Sieger.
Mannschaften aus dem Fürstentum Liechtenstein sind nicht teilnahmeberechtigt, da die Liechtensteiner Clubs zwar am Schweizer Meisterschaftsbetrieb teilnehmen, aber im eigenständigen Liechtensteiner Cup starten. Dies betraf auch den Challenge-League-Club FC Vaduz. Sein Platz ging an die Erste Liga (Promotion League und 1. Liga). Zudem sind die U-21-Mannschaften aus der Promotion League nicht spielberechtigt, genauso wie sämtliche weiteren Reserve-Teams. Wenn ein Reserve-Team eine Regionalausscheidung gewonnen hat, bekommt die erste Mannschaft den Startplatz im Schweizer Cup zugesprochen, es sei denn, die erste Mannschaft sei bereits für den Wettbewerb qualifiziert. Wenn Letzteres der Fall ist, erhält der Finalgegner der Regionalausscheidung den Startplatz.
Der Schweizer Cup wird im K.-o.-System ausgetragen. In der Regel wird jede Runde innert drei Tagen ausgetragen.
- 1. Runde (19., 20. und 21. August 2022): 64 Teams, die Sieger sind für die 2. Runde qualifiziert.
- 2. Runde (16., 17. und 18. September 2022): 32 Teams, die Sieger sind für die Achtelfinals qualifiziert.
- Achtelfinals (8., 9. und 10. November 2022): 16 Teams, die Sieger sind für die Viertelfinals qualifiziert.
- Viertelfinals (28. Februar sowie 1. und 2. März 2023): 8 Teams, die Sieger sind für die Halbfinals qualifiziert.
- Halbfinals (4., 5. und 6. April 2023): 4 Teams, die Sieger qualifizieren sich für den Final.
- Final (4. Juni 2023) im Stadion Wankdorf in Bern: Der Sieger gewinnt den 98. Schweizer Cup.

Der Cupsieger erhält das Startrecht in den Play-offs zur UEFA Europa League 2023/24.

## Teilnehmende Mannschaften
Am Schweizer Cup 2022/23 nahmen insgesamt 64 Mannschaften teil.
| Super League die 10 Vereine der Saison 2021/22 | Challenge League 9 Vereine der Saison 2021/22 | Promotion League 8 Vereine der Saison 2021/22 | 1. Liga 14 Vereine der Saison 2021/22 | 2. Liga interregional 6 Vereine der Saison 2021/22                                                                             | tiefere Spielklassen 17 Vereine der Saison 2021/22 |
| FC Basel (BS) Grasshopper Zürich (ZH) FC Lausanne-Sport (VD) FC Lugano (TI) FC Luzern (LU) Servette FC (GE) FC Sion (VS) FC St. Gallen (SG) BSC Young Boys (BE) FC Zürich (ZH) | FC Aarau (AG) SC Kriens (LU) Neuchâtel Xamax (NE) FC Schaffhausen (SH) FC Stade Lausanne-Ouchy (VD) FC Thun (BE) FC Wil (SG) FC Winterthur (ZH) Yverdon-Sport FC (VD) | FC Bavois (VD) AC Bellinzona (TI) FC Breitenrain (BE) SC Cham (ZG) FC Chiasso (TI) Étoile Carouge (GE) Stade Nyonnais (VD) FC Rapperswil-Jona (SG) | FC Bulle (FR) CS Chênois (GE) FC Köniz (BE) FC Kreuzlingen (TG) FC La Chaux-de-Fonds (NE) FC Linth 04 (GL) FC Meyrin (GE) FC Muri (AG) FC Portalban/Gletterens (FR) FC Rotkreuz (ZG) FC Schötz (LU) FC Solothurn (SO) FC Wettswil-Bonstetten (ZH) FC Wohlen (AG) | FC Gambarogno-Contone (TI) FC Ibach (SZ) CS Italien GE (GE) FC Widnau (SG) FC Rorschach-Goldach 17 (SG) FC Grand-Saconnex (GE) | 2. Liga regional FC Allschwil (BL) AC Arbedo-Castione (TI) ASI Audax-Friul (NE) FC Bischofszell (TG) FC Bosporus Bern (BE) FC Gland (VD) FC Littau (LU) FC Sarmenstorf (AG) FC Saxon Sports (VS) FC Schoenberg (FR) FC Subingen (SO) FC Wiedikon (ZH) 3. Liga FC Affoltern am Albis (ZH) Compesières FC (GE) FC Goldstern (BE) FC Wittenbach (SG) 4. Liga FC Sternenberg (BE) |

## 1. Runde
In der ersten Runde können die Mannschaften aus der Super League und der Challenge League nicht aufeinandertreffen. Die Mannschaft aus der niedrigeren Liga erhält den Heimvorteil, bei zwei Mannschaften aus der gleichen Liga bekommt ihn die erstgezogene. Die Runde wurde am Dienstag, dem 5. Juli 2022, ausgelost.
| Datum                      |                                   | Ergebnis                         |                               |
| -------------------------- | --------------------------------- | -------------------------------- | ----------------------------- |
| 19. August 2022, 19:00 Uhr | FC Bulle (PL)                     | 0:4 (0:1)                        | FC Thun (ChL)                 |
| 19. August 2022, 19.30 Uhr | Stade Nyonnais (PL)               | 1:4 (0:2)                        | Servette FC (SL)              |
| 19. August 2022, 20.00 Uhr | FC La Chaux-de-Fonds (1.)         | 1:0 (0:0)                        | FC Solothurn (1.)             |
| 20. August 2022, 15.30 Uhr | FC Schötz (1.)                    | 0:4 (0:3)                        | FC Luzern (SL)                |
| 20. August 2022, 16.00 Uhr | FC Rotkreuz (1.)                  | 3:0 (2:0)                        | FC Chiasso (PL)               |
| 20. August 2022, 16.00 Uhr | FC Bavois (PL)                    | 1:3 (1:0)                        | Yverdon-Sport FC (ChL)        |
| 20. August 2022, 16.00 Uhr | FC Wohlen (1.)                    | 4:4 n. V. (4:4, 1:1) (5:3 i. E.) | FC Kreuzlingen (1.)           |
| 20. August 2022, 17.00 Uhr | FC Affoltern am Albis (3.)        | 1:2 (1:0)                        | FC Sarmenstorf (2.)           |
| 20. August 2022, 17.00 Uhr | FC Wettswil-Bonstetten (1.)       | 0:4 (0:2)                        | Grasshopper Club Zürich (SL)  |
| 20. August 2022, 17.00 Uhr | FC Wittenbach (3.)                | 1:2 n. V. (1:1, 1:0)             | AC Arbedo-Castione (2.)       |
| 20. August 2022, 17.00 Uhr | FC Sternenberg (4.)               | 2:4 (0:2)                        | FC Goldstern (3.)             |
| 20. August 2022, 17.15 Uhr | FC Bischofszell (2.)              | 0:8 (0:5)                        | FC Aarau (ChL)                |
| 20. August 2022, 17.30 Uhr | CS Chênois (1.)                   | 1:3 n. V. (1:1, 0:1)             | FC Sion (SL)                  |
| 20. August 2022, 17.30 Uhr | FC Portalban/Gletterens (1.)      | 1:0 (1:0)                        | FC Grand-Saconnex (1.)        |
| 20. August 2022, 18.00 Uhr | FC Littau (2.)                    | 0:6 (0:1)                        | FC Wil (ChL)                  |
| 20. August 2022, 18.00 Uhr | FC Saxon Sports (2.)              | 0:2 (0:1)                        | FC Meyrin (1.)                |
| 20. August 2022, 20.00 Uhr | CS Italien GE (2. int.)           | 2:5 (2:2)                        | FC Stade Lausanne-Ouchy (ChL) |
| 21. August 2022, 14.00 Uhr | FC Widnau (2. int.)               | 1:4 (0:3)                        | AC Bellinzona (ChL)           |
| 21. August 2022, 14.00 Uhr | SC Cham (PL)                      | 0:4 (0:2)                        | FC Zürich (SL)                |
| 21. August 2022, 14.30 Uhr | FC Muri (1.)                      | 0:7 (0:3)                        | FC Winterthur (SL)            |
| 21. August 2022, 15.00 Uhr | Compesières FC (3.)               | 0:5 (0:1)                        | Étoile Carouge (PL)           |
| 21. August 2022, 15.00 Uhr | FC Linth 04 (1.)                  | 1:5 (0:2)                        | FC Lugano (SL)                |
| 21. August 2022, 15.00 Uhr | FC Gland (2.)                     | 0:4 (0:4)                        | FC Lausanne-Sport (ChL)       |
| 21. August 2022, 15.00 Uhr | FC Ibach (2. int.)                | 1:5 (1:3)                        | FC Schaffhausen (ChL)         |
| 21. August 2022, 15.00 Uhr | FC Subingen (2.)                  | 0:2 (0:0)                        | FC Köniz (1.)                 |
| 21. August 2022, 16.00 Uhr | FC Allschwil (2.)                 | 0:5 (0:4)                        | FC Basel (SL)                 |
| 21. August 2022, 16.00 Uhr | FC Rorschach-Goldach 17 (2. int.) | 0:15 (0:9)                       | FC St. Gallen (SL)            |
| 21. August 2022, 16.00 Uhr | ASI Audax-Friul (2.)              | 1:5 (1:2)                        | Neuchâtel Xamax (ChL)         |
| 21. August 2022, 16.00 Uhr | FC Bosporus Bern (2.)             | 0:3 (0:0)                        | FC Breitenrain (PL)           |
| 21. August 2022, 16.30 Uhr | FC Gambarogno-Contone (2. int.)   | 0:5 (0:2)                        | SC Kriens (PL)                |
| 21. August 2022, 17.00 Uhr | FC Schoenberg (2.)                | 1:10 (0:7)                       | BSC Young Boys (SL)           |
| 21. August 2022, 17.30 Uhr | FC Wiedikon ZH (2.)               | 1:2 (1:0)                        | FC Rapperswil-Jona (PL)       |

## 2. Runde
In der zweiten Runde können die Mannschaften aus der Super League nicht aufeinandertreffen. Die Mannschaft aus der niedrigeren Liga erhält den Heimvorteil, bei zwei Mannschaften aus der gleichen Liga bekommt ihn die erstgezogene. Die Spielpaarungen wurden am 21. August 2022 in der Sendung Schweizer Cup – Highlights auf SRF zwei durch Benjamin Huggel ausgelost.
| Datum                         |                                | Ergebnis             |                              |
| ----------------------------- | ------------------------------ | -------------------- | ---------------------------- |
| 16. September 2022, 19.30 Uhr | Neuchâtel Xamax (ChL)          | 1:2 (1:1)            | FC Thun (ChL)                |
| 17. September 2022, 15.00 Uhr | Meyrin FC (1.)                 | 0:4 (0:1)            | FC Winterthur (SL)           |
| 17. September 2022, 16.00 Uhr | AC Bellinzona (ChL)            | 0:1 n. V.            | FC Luzern (SL)               |
| 17. September 2022, 16.00 Uhr | FC Rotkreuz (1.)               | 2:1 n. V. (1:1, 0:1) | SC Kriens (PL)               |
| 17. September 2022, 16.00 Uhr | FC Köniz (1.)                  | 1:2 (0:1)            | FC Wohlen (1.)               |
| 17. September 2022, 17.00 Uhr | FC Goldstern (3.)              | 0:3 (0:0)            | Grasshopper Club Zürich (SL) |
| 17. September 2022, 17.00 Uhr | Étoile Carouge (PL)            | 2:4 (2:1)            | FC St. Gallen (SL)           |
| 17. September 2022, 17.00 Uhr | FC Rapperswil-Jona (PL)        | 0:2 (0:1)            | FC Sion (SL)                 |
| 17. September 2022, 18.00 Uhr | FC La Chaux-de-Fonds (1.)      | 0:2 (0:0)            | Servette FC (SL)             |
| 17. September 2022, 18.30 Uhr | Stade Lausanne-Ouchy (ChL)     | 0:1 (0:0)            | BSC Young Boys (SL)          |
| 17. September 2022, 18.30 Uhr | AC Arbedo-Castione (2.)        | 6:0 (3:0)            | FC Sarmenstorf (2.)          |
| 18. September 2022, 14.00 Uhr | FC Schaffhausen (ChL)          | 4:1 (3:1)            | Yverdon Sport FC (ChL)       |
| 18. September 2022, 15.00 Uhr | FC Breitenrain (PL)            | 0:4 (0:0)            | FC Lugano (SL)               |
| 18. September 2022, 15.30 Uhr | FC Aarau (ChL)                 | 1:3 n. V. (1:1, 1:1) | FC Basel (SL)                |
| 18. September 2022, 16.00 Uhr | FC Lausanne-Sport (ChL)        | 3:2 n. V. (2:2, 1:2) | FC Zürich (SL)               |
| 18. September 2022, 16.00 Uhr | FC Portalban/Gletterens I (1.) | 0:2 (0:0)            | FC Wil (ChL)                 |

## Achtelfinal
Im Achtelfinal werden die Partien ohne Bedingungen gezogen, d. h. jede Mannschaft kann auf jede andere Mannschaft treffen. Die Mannschaft aus der niedrigeren Liga erhält das Heimrecht, bei zwei Mannschaften aus der gleichen Liga bekommt es die erstgezogene. Die Spielpaarungen wurden am 18. September 2022 in der Sendung Schweizer Cup – Highlights auf SRF zwei durch Kay Voser ausgelost.
| Datum                       |                                | Ergebnis                         |                       |
| --------------------------- | ------------------------------ | -------------------------------- | --------------------- |
| 8. November 2022, 20.00 Uhr | FC Rotkreuz (1.)               | 2:1 (0:1)                        | FC Schaffhausen (ChL) |
| 8. November 2022, 20.30 Uhr | FC Arbedo-Castione (2.)        | 0:5 (0:2)                        | FC St. Gallen (SL)    |
| 9. November 2022, 19.30 Uhr | FC Wil (ChL)                   | 1:2 n. V. (0:0, 0:0)             | FC Sion (SL)          |
| 9. November 2022, 20.15 Uhr | FC Lausanne-Sport (ChL)        | 1:5 (1:2)                        | BSC Young Boys (SL)   |
| 9. November 2022, 20.15 Uhr | FC Wohlen (1.)                 | 2:5 n. V. (1:1, 1:0)             | Servette FC (SL)      |
| 9. November 2022, 20.30 Uhr | FC Lugano (SL)                 | 1:0 (0:0)                        | FC Winterthur (SL)    |
| 31. Januar 2023, 19.00 Uhr  | FC Thun (ChL) *                | 2:2 n. V. (2:2, 0:1) (4:2 i. E.) | FC Luzern (SL) *      |
| 1. Februar 2023, 20.15 Uhr  | Grasshopper Club Zürich (SL) * | 3:5 (1:2)                        | FC Basel (SL) *       |

## Viertelfinal
Auch im Viertelfinal werden die Partien ohne Bedingungen gezogen, d. h. jede Mannschaft kann auf jede andere Mannschaft treffen. Die Mannschaft aus der niedrigeren Liga erhält das Heimrecht, bei zwei Mannschaften aus der gleichen Liga bekommt es die erstgezogene. Die Spielpaarungen wurden am 9. November 2022 in der Sendung Schweizer Cup – Highlights auf SRF zwei durch Marco Wölfli ausgelost.
| Datum                       |                    | Ergebnis  |                     |
| --------------------------- | ------------------ | --------- | ------------------- |
| 28. Februar 2023, 20.15 Uhr | FC Thun (ChL)      | 0:5 (0:1) | BSC Young Boys (SL) |
| 1. März 2023, 20.15 Uhr     | FC Sion (SL)       | 0:3 (0:0) | FC Lugano (SL)      |
| 1. März 2023, 20.15 Uhr     | FC St. Gallen (SL) | 1:2 (1:0) | FC Basel (SL)       |
| 2. März 2023, 20.15 Uhr     | FC Rotkreuz (1.)   | 0:3 (0:2) | Servette FC (SL)    |

## Halbfinal
Im Halbfinal hat die unterklassige Mannschaft Heimrecht, bei zwei Mannschaften aus der gleichen Liga die erstgezogene. Zudem wird der Sieger der erstgenannten Partie als Heim-Mannschaft im Final aufgeführt. Die Spielpaarungen wurden am 4. März 2023 in der Sendung Super League – Highlights auf SRF zwei durch Kay Voser ausgelost.
| Datum                    |                  | Ergebnis                         |                     |
| ------------------------ | ---------------- | -------------------------------- | ------------------- |
| 4. April 2023, 20.15 Uhr | FC Basel (SL)    | 2:4 (0:2)                        | BSC Young Boys (SL) |
| 5. April 2023, 20.15 Uhr | Servette FC (SL) | 2:2 n. V. (2:2, 1:2) (3:5 i. E.) | FC Lugano (SL)      |

## Final
| Paarung        | BSC Young Boys – FC Lugano |
| Ergebnis       | 3:2 (2:0) |
| Datum          | 4. Juni 2023 um 14:00 Uhr |
| Stadion        | Stadion Wankdorf, Bern |
| Zuschauer      | 31'500 |
| Schiedsrichter | Lukas Fähndrich |
| Tore           | 1:0 Jean-Pierre Nsame (20.) 2:0 Jean-Pierre Nsame (45.+3') 2:1 Mattia Bottani (53.) 3:1 Elia Meschack (85.) 3:2 Renato Steffen (87.) |
| BSC Young Boys | Marvin Keller – Lewin Blum, Aurèle Amenda, Cédric Zesiger, Ulisses Garcia – Sandro Lauper (5. Cheikh Niasse, 90+4. Fabian Lustenberger), Christian Fassnacht, Filip Ugrinić (81. Kastriot Imeri) – Fabian Rieder, Elia Meschack (90+3. Joël Monteiro), Jean-Pierre Nsame (90+4. Mohamed Ali Camara) Cheftrainer: Raphael Wicky |
| FC Lugano      | Amir Saipi – Allan Arigoni (87. Boris Babić), Ousmane Doumbia, Albian Hajdari (77. Jhon Espinoza), Milton Valenzuela – Hadj Mahmoud (46. Kreshnik Hajrizi), Jonathan Sabbatini – Uran Bislimi (46. Mattia Bottani), Renato Steffen, Ignacio Aliseda, Žan Celar (66. Mohamed Amoura) Cheftrainer: Mattia Croci-Torti            |